# Demonte Harper
Demonte Tyrone Harper (Nashville, Tennessee, 21 de junio de 1989) es un baloncestista estadounidense que pertenece a la plantilla del Ironi Ness Ziona B.C. de la Ligat ha'Al, la primera categoría del baloncesto israelí. Con 1,93 metros de estatura, juega en la posición de escolta.

## Trayectoria deportiva

### Universidad
Jugó cuatro temporadas con los Eagles de la Universidad Estatal Morehead, en las que promedió 10,6 puntos, 3,6 rebotes, 3,0 asistencias y 1,2 robos de balón por partido. En su última temporada fue incluido en el mejor quinteto de la Ohio Valley Conference y elegido mejor jugador de su torneo.

### Profesional
Tras no ser elegido en el Draft de la NBA de 2011, en el mes de agosto firmó su primer contrato profesional con el Cibona Zagreb croata, donde jugó una temporada en la que promedió 5,3 puntos y 2,0 rebotes por partido.
En la temporada siguiente regresó a su país, tras ser seleccionado por los Reno Bighorns en la quinta posición de la segunda ronda del Draft de la NBA D-League, pero fue traspasado días después a los Erie BayHawks junto con Mike Harris a cambio de Garrett Temple, Jack McClinton y Alex Ruoff. Jugó una temporada en la liga de desarrollo de la NBA, en la que promedió 9,0 puntos y 2,5 rebotes por partido.
Volvió a Europa en septiembre de 2013 para ichar por el BC Tsmoki-Minsk de la liga bielorrusa, pero que competía también en la VTB United League. En ambas competiciones promedió 13,8 puntos y 4,8 asistencias por partido. Sus buenos números hicieron que se fijara en él el New Basket Brindisi de la Lega Basket Serie A italiana, con quienes firmó por una temporada, en la que promedió 5,5 puntos y 2,6 rebotes por partido.
En julio de 2015 firmó por el equipo polaco del Energa Czarni Słupsk, donde en su única temporada sus números mejoraron hasta los 12,8 puntos y 4,2 rebotes por partido, jugando en el cinco titular. Al año siguiente cambió de país para fichar por el BC Kalev/Cramo de la liga de Estonia, donde promedió 16,2 puntos y 5,7 asistencias, hasta que en marzo de 2017 aceptó la oferta del BC Zenit San Petersburgo ruso.
Tras una temporada en Rusia, en julio de 2018 fichó por el Tofaş Bursa turco, dejando el equipo el 27 de diciembre y en enero del año siguiente firmó por el Sidigas Avellino.
El 26 de julio de 2019 se hizo oficial su fichaje por el Herbalife Gran Canaria.
El 29 de julio de 2021, firma por el CSP Limoges de la Pro A, la primera categoría del baloncesto francés.
El 3 de julio de 2022 fichó por el Derthona Basket de la Lega Basket Serie A, la primera categoría del baloncesto italiano.
El 17 de agosto de 2023 firmó con el Ironi Nes Ziona B.C. de la Ligat ha'Al israelí.